# Zwart-roze boomloper
De zwart-roze boomloper (Daphoenositta miranda) is een zangvogel uit de familie Neosittidae.

## Verspreiding en leefgebied
Deze soort komt voor van westelijk-centraal tot zuidoostelijk Nieuw-Guinea.

## Status
De grootte van de populatie is niet gekwantificeerd maar de soort wordt omschreven als schaars. Op de Rode lijst van de IUCN heeft deze soort de status niet bedreigd.